# La Roche-sur-Grane
La Roche-sur-Grane är en kommun i departementet Drôme i regionen Auvergne-Rhône-Alpes i sydöstra Frankrike. Kommunen ligger i kantonen Crest-Sud som tillhör arrondissementet Die. År 2022 hade La Roche-sur-Grane 190 invånare.

## Befolkningsutveckling
Antalet invånare i kommunen La Roche-sur-Grane
Referens:INSEE